# Hängebauchschwein

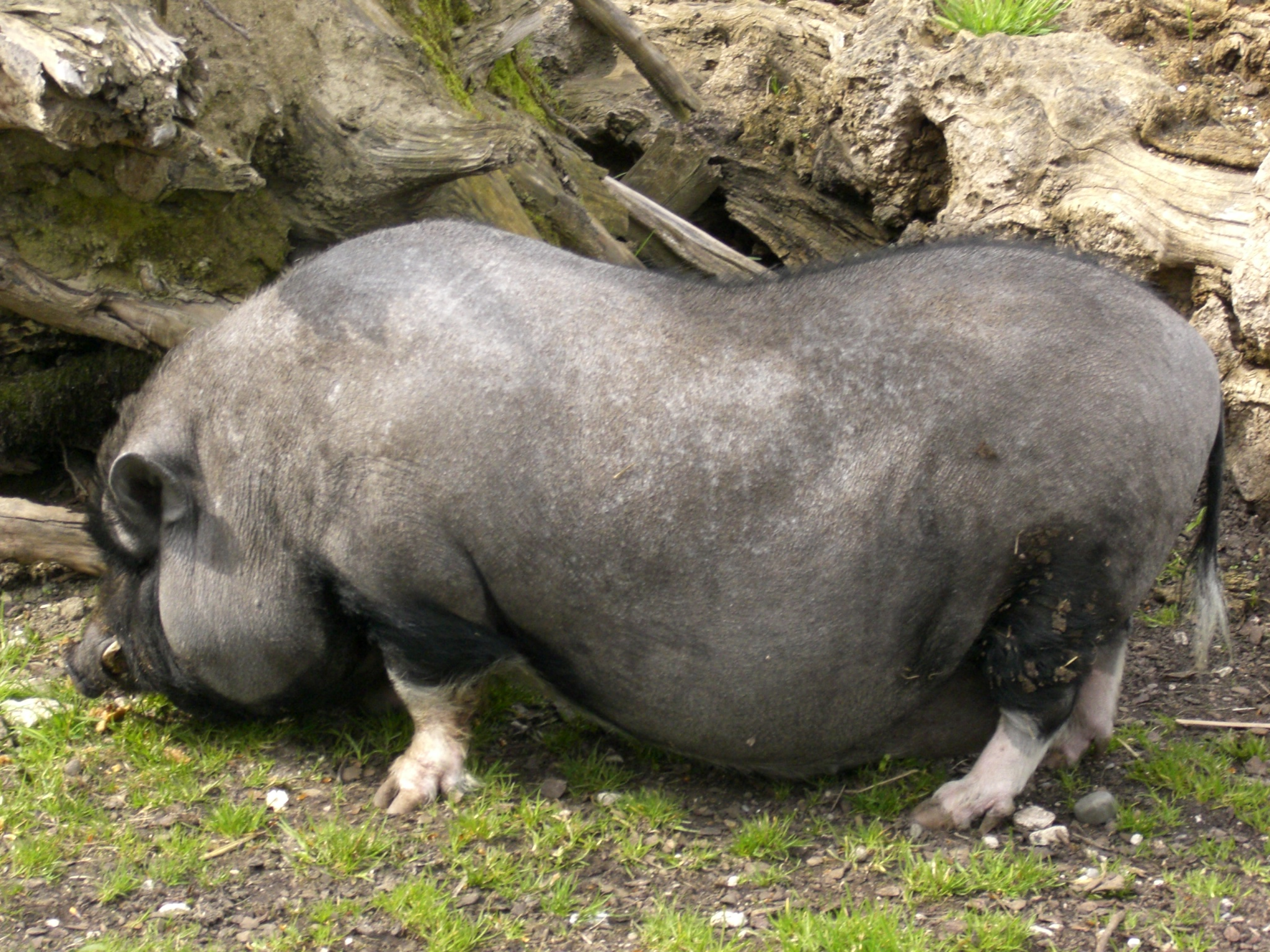
Hängebauchschwein im Tiergarten Ulm

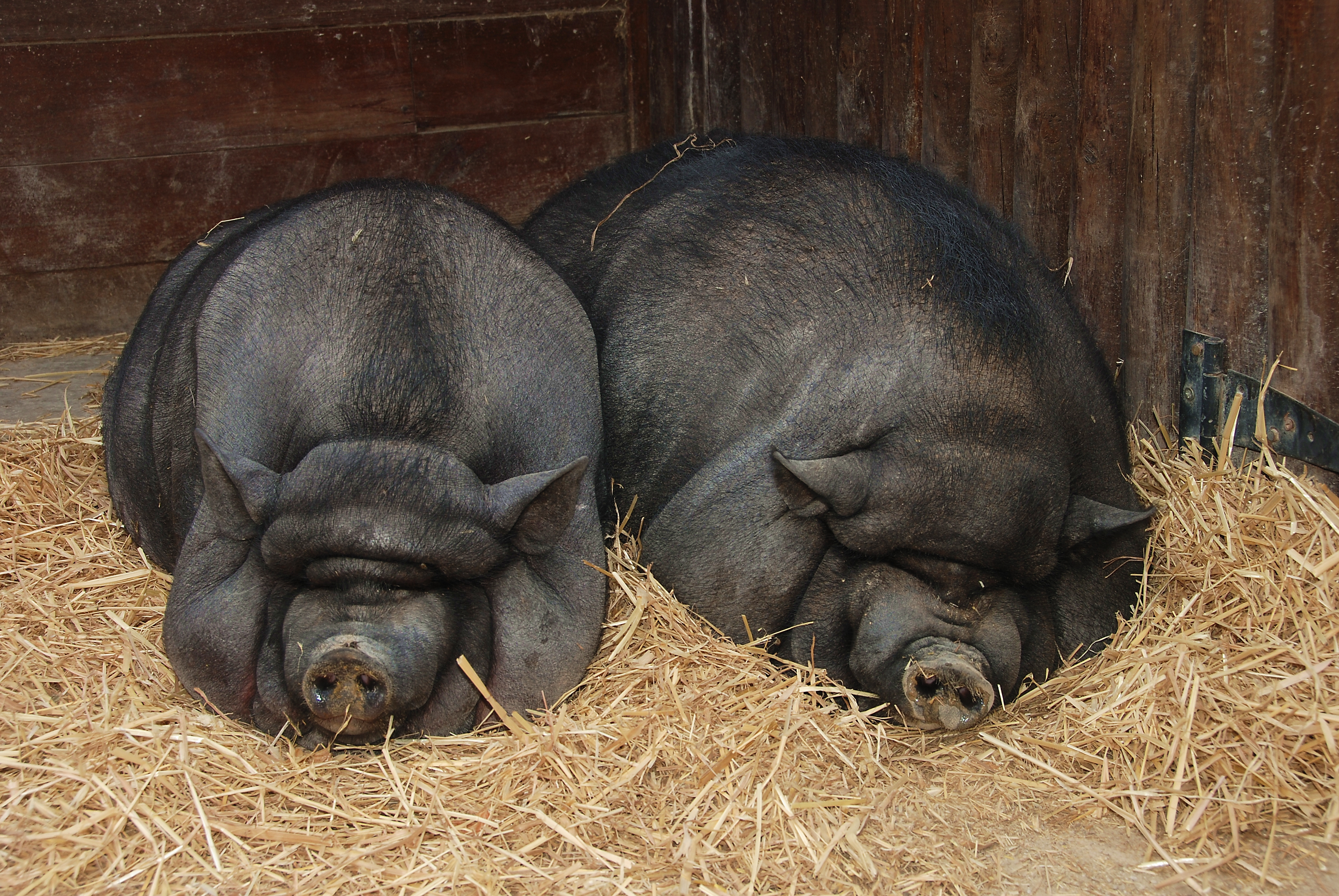
Schlafende Hängebauchschweine

Als Hängebauchschwein (auch Vietnamesisches Hängebauchschwein) wird eine in Südostasien aus dem eurasischen Wildschwein (Sus scrofa) gezüchtete Rasse des Hausschweins (Sus scrofa f. domestica) bezeichnet. Die These, die asiatischen Hausschweinrassen hätten sich aus einer Unterart des Wildschweins, dem Bindenschwein (Sus scrofa vittatus) entwickelt, wird kontrovers diskutiert. Es sind 14 Rasseschläge des Hängebauchschweins bekannt. Das Hängebauchschwein wird den Minischweinen zugerechnet.
Es handelt sich um meist grauschwarze oder grauschwarz gescheckte Tiere mit dicker und faltiger Haut. Der Kopf ist kurz, eingedellt und trägt kleine Stehohren. Im Vergleich zur Körperhöhe (Schulterhöhe Eber: 50 cm; Sau: 40 cm, Gewicht Eber: 60–70 kg, Sau: 50–60 kg) sind die Tiere recht lang. Namensgebend ist die Tatsache, dass der Bauch der Tiere als Auswirkung ihrer geringen Größe nahezu auf dem Boden schleift.
Die Rasse wurde erstmals 1958 gesichert durch Tieroberinspektor W. Fischer nach Europa in den Tierpark Berlin-Friedrichsfelde importiert. Angaben, wonach bereits 1866 mit der Eröffnung des Zoologischen Gartens Budapest Hängebauchschweine gehalten wurden, sind fraglich. Im damaligen Zooführer soll die Bezeichnung Faltenschwein Japan verwendet worden sein.
Infolge ihrer Fähigkeit zur Aufnahme sozialer Beziehungen und ihrer relativ geringen Körpermaße fanden Vertreter der Rasse in den letzten Jahren weltweite Verbreitung als Heimtiere innerhalb von Hobbyzuchten.
Das Vietnamesische Hängebauchschwein diente zusammen mit dem Minnesota Minipig als Ausgangsrasse für die Zucht des Göttinger Minischweins.
Die Haltung von Hängebauchschweinen im Garten eines reinen Wohngebiets kann in Deutschland u. U. untersagt werden. Das Oberverwaltungsgericht Münster wies die Beschwerde einer Halterin in Recklinghausen zurück.